# Finn Nygaard
Finn Nygaard (født 11. august 1955) er grafisk designer og kunstner.
Allerede som 14-15 årig deltog Finn Nygaard croquis-undervisning på Kunstakademiet i Århus på dispensation på grund af sin alder. Her blev de grundlæggende færdigheder lagt, og det gav Finn Nygaard en flyvende start, da han som 17-årig blev optaget på tegneskole.
Uddannelsen fortsatte han på Borgers Grafiske Tegnestue i Århus, hvor Finn Nygaard blev udlært i 1977
Herefter tilbragte han et par år på Kunsthåndværkerskolen i Kolding efterfulgt af et år på forskellige grafiske tegnestuer.

## Egen tegnestue
I 1979 valgte Finn Nygaard at etablere sin egen tegnestue i Århus. Tegnestuen flyttede han til København i begyndelsen af 1990'erne.
I mange år havde Finn Nygaard tegnestue med flere ansatte i det indre København. Senere flyttede han tegnestuen til Fredensborg, og i 2013 flyttede han til Mors, hvor han har atelier og også bor privat.

## Eksterne link og kilder
- Post og Tele Museum Arkiveret 15. juni 2018 hos  Wayback Machine
- Finn Nygaard Inc.: Finn Nygaard Arkiveret 21. marts 2015 hos  Wayback Machine Officiel hjemmeside